# Veolia
Veolia (trước đây là Veolia Environnement, Vivendi Environnement và trước đây là Compagnie Générale des Eaux) là một công ty đa quốc gia của Pháp, dẫn đầu thế giới về các dịch vụ tập thể. Veolia tiếp thị các dịch vụ quản lý chu trình nước, quản lý và thu hồi chất thải cũng như quản lý năng lượng cho khách hàng là các cộng đồng và doanh nghiệp địa phương.
Nó sử dụng hơn 163.000 người trên năm lục địa. Doanh thu của Veolia năm 2015 là 24,965 tỷ euro. Công ty được niêm yết trên Sở giao dịch chứng khoán Paris và được niêm yết trên Sở giao dịch chứng khoán New York cho đến khi rút lui tự nguyện vào năm 2014.